# Sechet
Sechet (eigentl. Hor-sechet) ist der mutmaßliche Horusname eines altägyptischen Königs (Pharaos) der 1. oder 2. Dynastie (Frühdynastische Zeit). Jegliche Angaben über Regierungszeitpunkt oder Dauer seiner Herrschaft sind derzeit nicht möglich. Seine chronologische Zuordnung sowie seine Beziehungen zu anderen Herrschern der 1. oder 2. Dynastie sind ebenfalls umstritten.

## Belege
Bereits die Existenz dieses Herrschers ist nicht gesichert, da sein Name lediglich auf zwei Tonsiegeln erscheint. Gefunden wurden die Artefakte vom Ägyptologen Walter Bryan Emery in der Mastaba S 3505 des Beamten Merka in Sakkara.

## Lesung und Zuordnung
In der Ägyptologie ist es aufgrund der unsicheren Lesung des Königsnamens auf den Tonsiegeln zu kontroversen Debatten gekommen, weil der Großteil der Aufschrift auf den Siegeln abgerieben ist. Man erkennt lediglich in einem der Serechs in der unteren linken Ecke ein Schriftzeichen, das von einigen Ägyptologen als Gardiner-Zeichen T27 (als Sechet gelesen, stellt eine Vogelfalle dar), von anderen hingegen als Zeichen O45 (als Ipet gelesen, Zeichen für „Harem“) interpretiert wird.
Während Aidan Dodson und Wolfgang Helck den Herrscher in der 2. Dynastie zwischen den Königen Ninetjer und Peribsen einordnen, wollen Peter Kaplony und Walter Bryan Emery im fraglichen Zeichen den Schwanz und die Ferse eines Vogels erkennen und ordnen die Tonsiegel einem Herrscher namens „Vogel“ zu, der in die 1. Dynastie datiert wird.